# Filip Öhman
Filip Olov Öhman, född 26 januari 2008 är en svensk fotbollsspelare (försvarare) som spelar för BK Häcken i Allsvenskan.

## Klubblagskarriär
Filip Öhmans moderklubb är BK Häcken. Efter att ha imponerat i föreningens akademi började Öhman i slutet av 2024 figurera i A-lagssammanhang. Den 19 oktober fanns han för första gången med i en allsvensk matchtrupp, när han satt på bänken i segern mot IF Elfsborg. En knapp månad senare fick Öhman debutera i Allsvenskan. När BK Häcken förlorade med 0-1 mot nedflyttningsklara Kalmar FF i säsongens sista omgång den 10 november 2024 stod den 16-årige Öhman för ett inhopp. Därmed blev han en av Allsvenskans yngsta spelare genom tiderna.

## Landslagskarriär
Filip Öhman har representerat Sveriges U17-landslag.
När P08-kullen gjorde sin första P15-landskamp mot Finland den 17 augusti 2023 fanns Öhman med i startelvan. En plats han inte släppte ifrån sig de följande åren då han var ordinarie i landslaget.

## Statistik
| Klubb              | Säsong             | Liga               | Liga    | Liga | Nationell cup | Nationell cup | Internationell cup | Internationell cup | Övrigt  | Övrigt | Totalt  | Totalt |
| Klubb              | Säsong             | Division           | Matcher | Mål  | Matcher       | Mål           | Matcher            | Mål                | Matcher | Mål    | Matcher | Mål    |
| ------------------ | ------------------ | ------------------ | ------- | ---- | ------------- | ------------- | ------------------ | ------------------ | ------- | ------ | ------- | ------ |
| BK Häcken          | 2024               | Allsvenskan        | 1       | 0    | 0             | 0             | 0                  | 0                  | -       | -      | 1       | 0      |
| Totalt i karriären | Totalt i karriären | Totalt i karriären | 1       | 0    | 0             | 0             | 0                  | 0                  | 0       | 0      | 1       | 0      |